# Баигюра и Мондаррен
Баигюра́ и Мондарре́н (фр. Baïgura et Mondarrain) — кантон во Франции, находится в регионе Аквитания, департамент Атлантические Пиренеи. Входит в состав округа Байонна.
Код INSEE кантона — 6403. Всего в кантон Баигюра и Мондаррен входит 10 коммун, центральный офис расположен в Камбо-ле-Бен.

## История
Кантон был образован декретом от 25 февраля 2014 года, который вступил в силу 22 марта 2015 года. В состав новообразованного кантона вошли коммуны упразднённых кантонов Эспелет (5 коммун), Юстаритс (3 коммуны) и Аспаррен (2 коммуны).

## Население
Население кантона на 2015 год составляло … человек.

## Коммуны кантона
| Коммуна      | Население, чел. (2010) | Почтовый индекс | Код INSEE |
| ------------ | ---------------------- | --------------- | --------- |
| Альсу        | 502                    | 64480           | 64255     |
| Аспаррен     | 6140                   | 64240           | 64256     |
| Жачу         | 1099                   | 64480           | 64282     |
| Итксасу      | 2032                   | 64250           | 64279     |
| Камбо-ле-Бен | 6518                   | 64250           | 64160     |
| Ларресор     | 1613                   | 64480           | 64317     |
| Луосоа       | 887                    | 64250           | 64350     |
| Макай        | 550                    | 64240           | 64364     |
| Сураид       | 1247                   | 64250           | 64527     |
| Эспелет      | 1974                   | 64250           | 64213     |